# المقضإب (السدة)

تعديل مصدري - تعديل

المقضاب محلة تابعة لقرية الجنح، التابعة لعزلة التويتي بمديرية السدة إحدى مديريات محافظة إب في الجمهورية اليمنية.، بلغ تعداد سكانها 20 حسب تعداد اليمن لعام 2004.